# Ooencyrtus chrysopae
Ooencyrtus chrysopae är en stekelart som beskrevs av Crawford 1913. Ooencyrtus chrysopae ingår i släktet Ooencyrtus och familjen sköldlussteklar.
Artens utbredningsområde är Colombia. Inga underarter finns listade i Catalogue of Life.